# Olivier Saguez
Pour les articles homonymes, voir Saguez.
Olivier Saguez, né le 17 décembre 1954 à Amiens, est un designer français, président-fondateur de Saguez & Partners, agence de design global.

## Biographie

### Formation
Après des études d’histoire de l’art et d’architecture d'intérieur à l’École Boulle, Olivier Saguez commence sa carrière en 1977 chez le designer franco-américain Raymond Loewy. Il découvre le design global sur des programmes de grandes marques internationales de l'époque (Shell, Air France, Concorde…). 

### Branding
Après deux ans, Olivier Saguez rejoint l’agence Beautiful (devenue Landor Associates) en tant que directeur artistique puis directeur de la création.
En 1988, il rencontre Philippe Michel, ensemble ils co-fondent Proximité, première filiale française du groupe international de communication BBDO, qu’Olivier Saguez dirigera pendant dix ans[source secondaire souhaitée]. Il y crée des concepts comme « Les Petites Récoltes » pour Nicolas ou Dominos, la collection encyclopédique de poche éditée par Flammarion avec Michel Serres[source secondaire souhaitée]. Il y poursuit ses recherches sur la couleur et ouvre en 1996 le département Profil[source secondaire souhaitée], spécialisé en identité visuelle et en architecture commerciale.
En 1998, Olivier Saguez crée Saguez & Partners, agence de design global indépendante qui compte aujourd'hui 150 collaborateurs dont 12 associés. À partir d'une conviction,  « Le design n'est pas là que pour faire joli ! », l'agence maîtrise l'ensemble des métiers du design d'usages (stratégie, identité, commerce, bureau, hôtel, mobilité, environnement, architecture, produit et service)[source secondaire souhaitée].

### Enseignement et philanthropie
En 2007,  Olivier Saguez initie le cours Art, Culture et Marque à la nouvelle École de la Communication de Institut d'études politiques de Paris.
En 2018, il crée la Fondation d'entreprise Saguez, « le design pour tous », engagée sur le territoire de la Seine-Saint-Denis.
En 2019, Olivier Saguez inaugura à Arles, le Saguez Camp, une annexe de la Manufacture Design pour réfléchir autrement dans un environnement différent.

## Récompenses
Olivier Saguez reçoit le Prix spécial du comité Procos 2008 décerné pour la première fois à un designer pour son action dans le secteur du commerce.

## Publication
- Olivier Saguez, Marques et couleurs, Éditions du Mécène, décembre 2007, 223 p. (ISBN 978-2907970792, présentation en ligne)